# Si Tjonat
Si Tjonat (Perfected Spelling: Si Conat) è un film d'azione del 1929 realizzato nelle Indie orientali olandesi e muto. Prodotto con Jo Eng Sek e diretto da Nelson Wong per la Batavia Motion Picture, è in bianco e nero ed interpretato da Ku Fung May e Herman Sim. La storia è tratta liberamente dal romanzo Tjerita Si Tjonat di F. D. J. Pangemanann ed è incentrata sulle vicende di un uomo che, dopo aver ucciso un abitante del suo villaggio, si reca a Batavia (ora Giacarta) per diventare un bandito.
Orientata al pubblico etnico cinese, la pellicola ricevette recensioni contrastanti da parte della critica e non sono ben noti i risultati al botteghino. Era stato pensato come primo capitolo di una serie cinematografica, ma non ne fu prodotto alcun seguito, anche perché la casa di produzione, la Batavia Motion Picture, chiuse poco dopo. Tuttavia, diversi lavori dello stesso genere vennero realizzati successivamente, tra cui Si Pitoeng (diretto dai fratelli Wong al completo e con lo stesso attore protagonista). Tuttavia, come tutti i lungometraggi prodotti in quel periodo nelle Indie, è ora considerata perduta.

## Conservazione
Si ritiene che il lungometraggio sia ora perduto, dato che tutti i film dell'epoca erano stati girati su pellicole di nitrato di cellulosa infiammabili e che il magazzino della Produksi Film Negara, dove erano conservati, venne distrutto da un incendio nel 1952, appiccato forse deliberatamente per eliminare le bobine in nitrato. Di fatto l'antropologo visuale statunitense Karl G. Heider suggerì che ogni opera cinematografica indonesiana realizzata prima degli anni Cinquanta sia ormai da considerare irrecuperabile. Tuttavia, lo storico del cinema JB Kristanto, nel suo Katalog Film Indonesia 1926-1995, riporta che diverse opere sopravvissero negli archivi della Sinematek Indonesia e il collega Misbach Yusa Biran aggiunge, scrivendo nel suo saggio Sejarah Film 1900–1950: Bikin Film di Jawa del 2009, che a salvarsi furono numerosi film di propaganda giapponesi, sfuggiti al Servizio informazioni del governo olandese.